# No em diguis adéu
No em diguis adeu (títol original en anglès: Goodbye Again) és una pel·lícula franco-estatunidenca d'Anatole Litvak inspirada en la novel·la homònima de Françoise Sagan i estrenada el 1961. Ha estat doblada al català.

## Argument[2]
A París, Paula, seductora dona a la quarantena i decoradora d'interiors, és des de fa molt de temps, l'amant de Roger, un home de negocis de la seva edat. Però aquest últim mai no ha respost a les seves demandes que li proposen matrimoni, desitjant preservar la seva independència i la seva llibertat, sobretot la de col·leccionar paral·lelament nombroses aventures galants. Insatisfeta, Paula sucumbeix a les insinuacions del fill de la Sra. Van Der Besh, una clienta americana. Philip té 25 anys i l'estima apassionadament. Però enfrontada a les mirades reprovadores sobre la diferència d'edat, a la gelosia i a la tristesa de Roger, a l'exaltació juvenil de Philip, Paula, la mort a l'ànima, posa fi a la seva relació amb aquest últim quan Roger li demana finalment que es casi amb ell. Des d'aleshores dedicada al seu marit, s'adona que aquest li és de nou infidel.

## Repartiment
- Ingrid Bergman: Paula Tessier
- Anthony Perkins: Philip Van Der Besh
- Yves Montand: Roger Demarest
- Jessie Royce Landis: Theresa Van Der Besh
- Pierre Dux: Mè Lucien Fleury
- Jackie Lane: Maisie 1
- Uta Taeger: Gaby
- Allison Leggatt: Alice
- Jean Clark: Maisie 2
- Michèle Mercier: Maisie 3
- Diahann Carroll: la cantant
- Lee Patrick: Sra. Fleury (No surt als crèdits)
- André Randall: M. Steiner
- Peter Bull: el client
- David Horne: l'advocat anglès
- Jean Michaud: François
- Raymond Gérôme: Jimmy
- Jean Hébey: M. Chérel
- Annie Duperoux: Madeleine Fleury
- Paul Uny: el criat
- Jean Ozenne: l'invitat dels Van Der Besh
- Hélène Tossy: la serventa
- Paul Bonifas: el sommelier
- Jean-Pierre Cassel: un ballarí al club
- Jean-Loup Philippe: un jove al club
- Colin Mann: un amic de Philip
- Henri Attal: ell mateix
- Yul Brynner: ell mateix
- Sacha Distel: ell mateix
- Maurice Druon: ell mateix
- Françoise Sagan: ella mateixa
- Marcel Achard: ell mateix
- Georges Sellier: ell mateix
- Dominique Zardi: ell mateix
- Yves-Marie Maurin: ell mateix

## Banda sonora
- Cançó: Goodbye Again , lletra angleses de Dory Langdon[3] i música de Georges Auric, interpretada per Diahann Carroll, Yves Montand i Anthony Perkins, rivals a la pel·lícula, va registrar cadascú la seva versió francesa escrita per Françoise Sagan amb música de Georges Auric: Quand tu dors près de moi.[4] La música és de fet una adaptació del tema del tercer moviment de la Simfonia n° 3 de Brahms.
- Música i cançó addicionals :
  -  Simfonia núm. 1 de Brahms i Simfonia núm. 3 de Brahms de Johannes Brahms.
  -  Els Amants de París , lletra d'Eddy Marnay i música de Léo Ferré, interpretada per Édith Piaf.

## Premis i nominacions

### Premis
- 1961: Premi a la interpretació masculina (Festival de Canes) per Anthony Perkins

### Nominacions
- 1961: Palma d'Or del Festival de Cannes per Anatole Litvak

## Producció

### Guió
- Ingrid Bergman:[5]

| « | Finalment, tinc un guió. No és tan bo com havia esperat. He escrit tres pàgines a màquina per queixar-me a Tola Litvak. Al cap i a la fi Sagan és una artista. No és veritat que no passa gran cosa al llibre i que, per això, és difícil posar acció a la pel·lícula. Però m'agradaria almenys que Tola i el seu equip restitueixin l'atmosfera que em sembla perduda. | » |

### Casting
- Françoise Sagan apareix en un cameo i no surt als crèdits, com tantes altres personalitats cèlebres, entre les quals: Henri Attal, Marcel Achard, Yul Brynner, Sacha Distel, Maurice Druon, Dominique Zardi...
- Es veu, com a figurant, l'actor Jean-Loup Philippe que havia creat, amb Ingrid Bergman, la versió francesa de la peça Thé et Sympathie al teatre de París el 1956.

### Rodatge
- Ingrid Bergman:[5]

| « | Avui, sobre el plató de No em diguis adeu, hi ha l'enrenou més complet. Sóc asseguda en una cantonada mirant seixanta periodistes beure una copa al bar. Les càmeres de televisió són en plena acció, i Françoise Sagan és allà. Rodem les escenes que passen en un local nocturn, i per a les quals s'ha reconstituït el club de París que funciona més ben actualment, L'Épi Club. Hi ha allà «gent famosa» com Marcel Achard. Yul Brynner fa de figurant, i Françoise Sagan interpreta el seu propi paper assegut en una taula. Com no són pagats, ell beuen de franc! És una escena molt divertida on Anthony Perkins, completament ebri, s'apropa a la taula on estic instal·lada amb Yves Montand. Tots dos són perfectes en el seu paper. Feia molt de temps que no havia treballat amb dos actors que m'agraden tant. Són encantadors, cadascun té molta personalitat i són molt diferents; es comprèn perfectament que, en el meu paper de Paula, els pugui estimar tots dos... | » |

## Rebuda
- La feblesa fonamental del film:[5]

| « | A el paper d'una dona madura compartida entre un amant infidel (Yves Montand) i un noi inestable i assedegat d'amor (Tony Perkins), Bergman és tan bonica que mai - i paradoxalment, és aquest el gran defecte de la pel·lícula. Als quaranta-sis anys, està encara massa radiant, massa dinàmica, massa equilibrada per ser convincent al paper d'una dona envellida. | » |

- L'acollida a San Francisco - Ingrid Bergman:[5]

| « | Me'n recordo, anava a San Francisco. […] no havia passat encara la duana quan els periodistes que m'esperaven han atacat: «Per què ha fet aquesta horrible pel·lícula? » Una vegada fora, he demanat: «Quina horrible pel·lícula? - No em diguis adeu ?, vegem! » He explicat: «És l'adaptació d'una novel·la de Françoise Sagan, i a París, és un gran èxit . - Però finalment, és una pel·lícula terrible, horrorosa . - Què té d'horrorosa? - Comparteix la vida d'un home amb qui no està casada, i agafa un amant bastant jove per ser el seu fill. Quina vergonya! I llavors, torna amb aquest tipus amb qui viu, que l'ha enganyat durant tots aquests anys, i que està molt a punt per recomençar. Però quin és aquest gènere de pel·lícula? » Vet aquí com reaccionaven els periodistes de San Francisco reputats pel seu cinisme i la seva duresa! De fet, reflectien l'opinió americana, i als Estats Units, la pel·lícula no ha tingut cap mena d'èxit. | » |